# Alfio Basile
Alfredo Rubén "Alfio" Basile (Bahía Blanca, 1 de novembro de 1943) é um ex-treinador e ex-futebolista argentino que atuava como zagueiro. Atualmente trabalha como radialista em Buenos Aires.
Quando jogador, atuou apenas pelo Racing e pelo Huracán. Já como técnico, treinou muitas equipes durante sua carreira. Fez sucesso no Racing, onde venceu a Supercopa Libertadores, o primeiro título internacional do clube desde 1967, na Seleção Argentina, onde conquistou quatro títulos, e no Boca Juniors, onde ganhou cinco títulos em dois anos. Seu último trabalho foi no Racing, em 2012.

## Carreira

### Como jogador
Nascido em Bahía Blanca, Basile começou sua carreira no Club Bella Vista em sua cidade natal. Vestiu a camisa do Racing entre 1964 a 1970, onde atuou como volante até a chegada do técnico Juan José Pizzuti, que o moveu para a linha defensiva para atuar como zagueiro. Nessa posição, Basile formou uma grande dupla defensiva com Roberto Perfumo e conquistou três títulos pelo clube, com destaque para a Copa Intercontinental de 1967, o primeiro título intercontinental de um time argentino.
O defensor disputou 186 partidas com o Racing antes de ser contratado pelo Huracán, onde foi um dos pilares da equipe campeã do Metropolitano de 1973 sob o comando do técnico César Luis Menotti.

### Como treinador

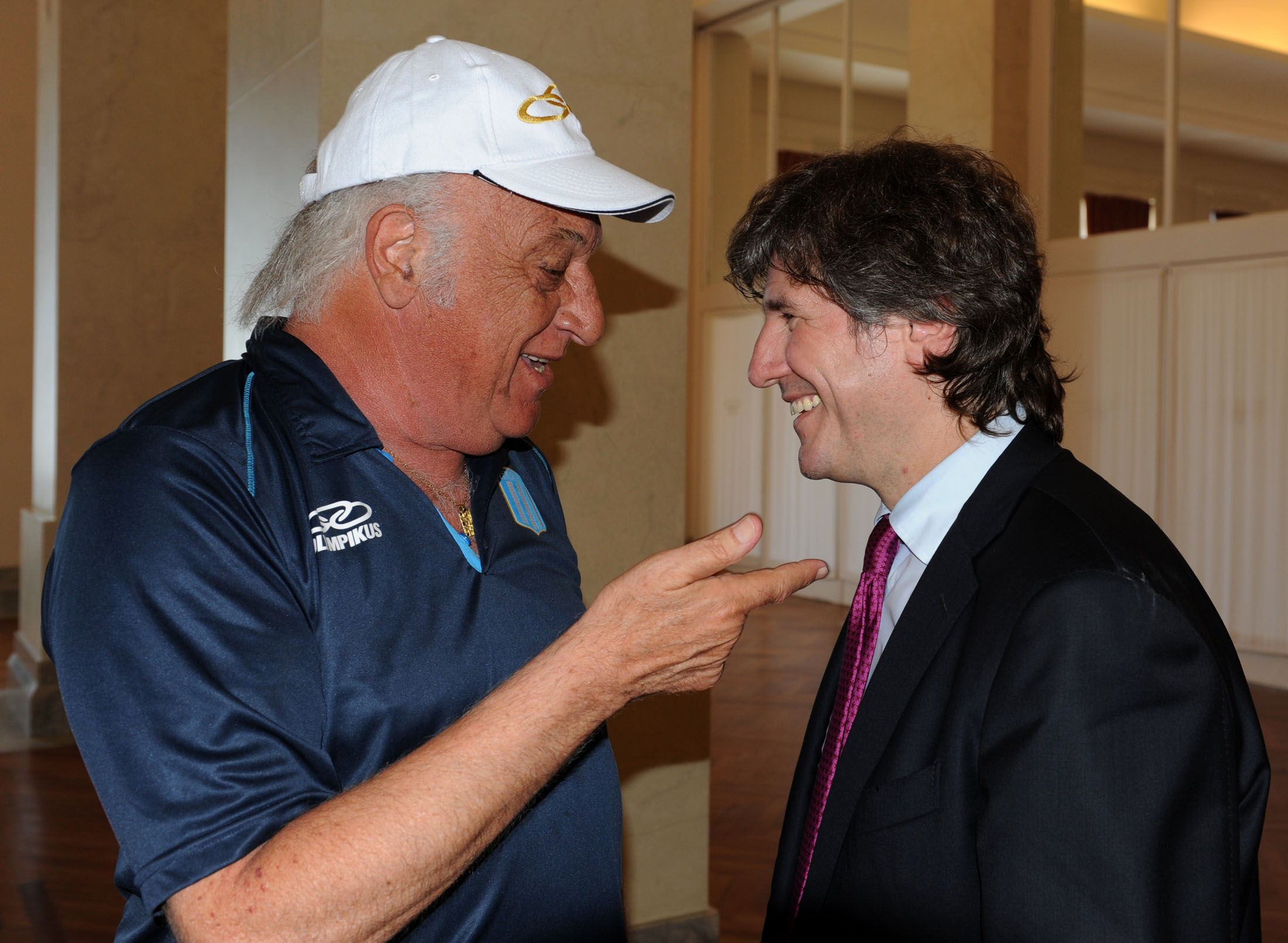
Basile e o então vice-presidente da Argentina, Amado Boudou, em janeiro de 2012

Basile treinou a Seleção Argentina por duas vezes. A primeira, de 1990 a 1994, durante o período entre a Copa do Mundo de 1990 e a Copa do Mundo de 1994. Durante esta primeira passagem, o técnico faturou, na temporada de 1991, o prêmio de Treinador Sul-Americano do Ano. No Mundial de 1994, realizado nos Estados Unidos, os argentinos foram eliminados pela Romênia de Gheorghe Hagi nas oitavas de final.
Retornou ao comando técnico da Albiceleste após a Copa do Mundo de 2006, com a missão de substituir o bom trabalho deixado por José Pékerman. No entanto, não obteve o mesmo sucesso que seu antecessor. Com a missão de conquistar um título que não vinha desde 1993, deixou a Argentina após uma derrota por 1 a 0 para o Chile, válida pelas Eliminatórias para a Copa do Mundo de 2010. Basile pediu demissão e deixou a Seleção na 3ª colocação na tabela de classificação, com 16 pontos ganhos em 10 partidas disputadas.
No dia 23 de junho de 2009, teve o seu retorno anunciado pelo Boca Juniors. No entanto, foi demitido no dia 22 de janeiro de 2010, devido aos maus resultados.
Em dezembro de 2011, assumiu pela quarta vez o comando do Racing. Em maio de 2012, após péssima campanha no Campeonato Argentino e depois de perder um clássico para o rival Independiente, o treinador foi demitido.

## Títulos

### Como jogador
Racing
- Campeonato Argentino: 1966
- Copa Libertadores da América: 1967
- Copa Intercontinental: 1967

Huracán
- Campeonato Argentino: 1973 (Metropolitano)

### Como treinador
Racing
- Supercopa Libertadores: 1988

América
- Copa Gigantes da CONCACAF: 2001

Boca Juniors
- Recopa Sul-Americana: 2005 e 2006
- Copa Sul-Americana: 2005
- Campeonato Argentino: 2006 (Clausura)

Argentina
- Copa América: 1991 e 1993
- Copa Rei Fahd: 1992
- Copa Artemio Franchi: 1993[2]